# جاكلين كريستيان
جاكلين أدينا كريستيان (مواليد 5 يونيو 1998) لاعبة تنس محترفة من رومانيا.